# Campeonato Nacional de Rodeo de 1992
El Campeonato Nacional de Rodeo de 1992 fue la versión número 44 del Campeonato Nacional de Rodeo. Se disputó desde el 3 al 5 de abril en la antigua medialuna de la ciudad de Rancagua, capital de la Región del Libertador Bernardo O'Higgins.
Los rodeos clasificatorios para acceder al campeonato nacional se disputaron en las medialunas de Temuco (clasificatorio sur), San Carlos (clasificatorio norte) y Los Andes (repechaje).
La comunidad de Rancagua quedó muy contenta con el campeonato ya que por tercera vez en la historia ganaba una collera rancagüina. Los campeones fueron Jesús Bustamante y Vicente Yáñez, quienes montaron a "Esparramo" y "Corsario", totalizando 37 puntos buenos.
Muchos esperaban que la collera curicana de Hugo Cardemil y José Astaburuaga en "Lechón" y "Reservado" alcanzara su tercer título, sin embargo alcanzaron el segundo lugar, esta vez montando a "Esquinazo" y "Reservado". Por su parte el tercer lugar fue ocupado por Felipe Jiménez y Mauricio Tolosa en "Fichero" y "Trago Largo", de la Asociación de Rodeo de Chillán, quienes ganaron el desempate por el tercer lugar
La tradicional prueba del movimiento de la rienda fue ganada por José Manuel Aguirre Bustamante en su yegua "Abusadora" con un récord de 61 puntos. Este binomio alcanzó su segundo título consecutivo, mientras que para el jinete fue su séptimo título en forma personal, entrando a la historia grande del rodeo chileno, ya que esa marca fue superada recién 12 años más tarde.

## Resultados

### Serie de campeones
| Cuarto Animal 1992 | Cuarto Animal 1992                   | Cuarto Animal 1992            | Cuarto Animal 1992 | Cuarto Animal 1992 |
| ------------------ | ------------------------------------ | ----------------------------- | ------------------ | ------------------ |
| Lugar              | Jinetes                              | Caballos                      | Asociación         | Puntaje            |
| 1º                 | Jesús Bustamante y Vicente Yáñez     | "Esparramo" y "Corsario"      | O'Higgins          | 37                 |
| 2º                 | Hugo Cardemil y José Astaburuaga     | "Esquinazo" y "Reservado"     | Curicó             | 33                 |
| 3º                 | Felipe Jiménez y Mauricio Tolosa     | "Fichero" y "Trago Largo"     | Talca              | 30+12              |
| 4º                 | Eugenio Mendoza y Juan Carlos Loaiza | "Sartén" y "Ocurrencia"       | Valdivia           | 30+10              |
| 5º                 | Galo Bustos y Juan Mondaca           | "Regador" y "Peumo"           | Ñuble              | 29                 |
| 6º                 | Hermegenildo Guzmán y Manuel Guzmán  | "Matorral" y "El Taita"       | Biobio             | 27                 |
| 7º                 | Enrique Schwalm y Alejandro Tapia    | "Estribillo II" y "Lamentado" | Osorno             | 17                 |

### Serie Mixta-Criaderos
- 1.º Lugar: Eugenio Mendoza y Juan Carlos Loaiza en "Guaraca" y "Trenzado" (Valdivia y Curicó), 26 puntos.
- 2.º Lugar: Pablo Espinoza y José Pino en "Corsario" y "Acampaíta" (Curicó), 22 puntos.
- 3.º Lugar: Eugenio Mendoza y Juan Carlos Loaiza en "Sartén" y "Ocurrencia" (Valdivia y Curicó), 22 puntos.

### Serie Caballos
- 1.º Lugar: Pablo Espinoza y José Pino en "Portero" y "Puñal" (Curicó), 22 puntos.
- 2.º Lugar: Guillermo Leiva y Patricio Palma en "Ajiaco" y "Candidato" (Santiago), 20 puntos.
- 3.º Lugar: Pedro Salazar y Celín Riquelme en "Remojao" y "Tormentoso" (Talca), 19 puntos.

### Serie Yeguas
- 1.º Lugar: Patricio Fresno y Patricio Palma en "Marilú" y "Rotita" (O'Higgins), 27 puntos.
- 2.º Lugar: Patricio Palma y Manuel Yáñez en "Tranquera" y "Longaviana" (Santiago), 23 puntos.
- 3.º Lugar: Eugenio Mendoza y Juan Carlos Loaiza en "Estampilla" y "Costina" (Valdivia y Curicó), 22 puntos.

### Serie Potros
- 1.º Lugar: Jesús Bustamante y Vicente Yáñez en "Esparramo" y "Corsario" (O'Higgins), 26 puntos.
- 2.º Lugar: Hermenegildo Guzmán y Manuel Guzmán en "Matorral" y "El Taita" (Biobío), 26 puntos.
- 3.º Lugar: Hugo Cardemil y José Astaburuaga en "Esquinazo" y "Reservado" (Curicó), 24 puntos.
- 4.º Lugar: José Reyes y Guillermo Mondaca en "Estampillo" y "Rotoso" (Osorno), 23 puntos.

### Primera Serie Libre A
- 1.º Lugar: Hernán Monsalve y Francisco Navarro en "Maliciosa" y "Yelcho II" (Osorno), 32 puntos.
- 2.º Lugar: Eduardo Tamayo y Ricardo de la Fuente en "Risueño" y "Lolero" (Osorno), 24 puntos.
- 3.º Lugar: Joaquín Castro y Daniel Castro en "Roto Lacho" y "Corregido" (O'Higgins), 23 puntos.
- 4.º Lugar: Pedro Galaz y Jack Muñoz en "Dedal de Oro" y "Mate Amargo" (Maipo), 22 puntos.
- 5.º Lugar: Pedro Molina y Mariano Torres en "Ausencia" y "Trehuaco" (Linares), 20 puntos.

### Primera Serie Libre B
- 1.º Lugar: Alberto Yáñez y Eduardo Tamayo en "Escogido" y "Ripio" (Osorno), 26 puntos.
- 2.º Lugar: Mariano Torres y Gabriel Orphanopoulos en "Salteo" y "Herrador" (Linares), 24 puntos.
- 3.º Lugar: Néstor Morales y Antonio Díaz en "Financiado" y "Solitario" (Linares), 23 puntos.
- 4.º Lugar: Alejandro Alvariño y Héctor Navarro en "Costurera" y "Estampa" (Osorno), 23 puntos.
- 5.º Lugar: Manuel Montecino y Ramón Balic en "Corpiño" y "Azafrán" (Osorno), 23 puntos.

### Segunda Serie Libre A
- 1.º Lugar: Enrique Schwalm y Alejandro Tapia en "Estribillo II" y "Lamentado" (Osorno), 37 puntos.
- 2.º Lugar: Patricio Palma y Manuel Yáñez en "Envión" y "Arauco" (Santiago), 29 puntos.
- 3.º Lugar: Mario Tamayo y Francisco Infante en "Don Sata" y "Tesoro" (Melipilla), 29 puntos.
- 4.º Lugar: Eduardo Tamayo y Ricardo de la Fuente en "Escultura" y "Estribera" (Osorno), 28 puntos.

### Segunda Serie Libre B
- 1.º Lugar: Fernando Stevens y Rodrigo Cardemil en "Rotosa" y "Alegre" (Biobío), 34 puntos.
- 2.º Lugar: Gonzalo Vial y Guillermo Barra en "Consejo" y "Entrador" (O'Higgins), 28 puntos.
- 3.º Lugar: Germán Poblete y Jaime Poblete en "Pirulo" y "Rotoso II" (Maipo), 27 puntos.
- 4.º Lugar: Francisco Hanke y José Luis Ortega en "Melaza" y "Esperanza" (Los Andes), 26 puntos.

### Tercera Serie Libre A
- 1.º Lugar: Patricio Fresno y Patricio Palma en "Josefina" y "Mi Gorda" (O'Higgins), 28 puntos.
- 2.º Lugar: Galo Bustos y Juan Mundaca en "Regador" y "Peumo" (Ñuble), 26 puntos.
- 3.º Lugar: Fernando Navarro y Alfonso Navarro en "Bracero" y "Carbonero" (Curicó), 26 puntos.

### Tercera Serie Libre B
- 1.º Lugar: Carlos Mondaca y Renato Dinamarca en "Carioca" y "Ligosa" (Valdivia), 30 puntos.
- 2.º Lugar: Felipe Jiménez y Mauricio Toloza en "Fichero" y "Trago Largo" (Talca), 27 puntos.
- 3.º Lugar: René Guzmán y Jorge Guzmán en "Guascazo" y "Farandulero" (Melipilla), 25 puntos.

## Clasificatorios
- Temuco: Eugenio Mendoza y Juan Carlos Loaiza en "Sartén" y "Ocurrencia" (Valdivia y Curicó), 36 puntos.[4]
- San Carlos: Carlos Mondaca y Renato Dinamarca en "Carioca" y "Ligosa" (Valdivia), 31 puntos.[5]
- Los Andes: Pablo Espinosa y José Pino en "Portero" y "Puñal" (Curicó), 31 puntos.[6]

## Cuadro de honor temporada 1991-1992

### Jinetes
- 1.º Vicente Yáñez[7]
- 2.º José Astaburuaga
- 3.º Jesús Bustamante
- 4.º Juan Carlos Loaiza
- 5.º Hugo Cardemil
- 6.º Eugenio Mendoza
- 7.º Felipe Jiménez
- 8.º Mauricio Toloza
- 9.º Eduardo Tamayo
- 10.º Juan Mundaca

### Caballos
- 1.º Sartén
- 2.º Peumo
- 3.º Regador
- 4.º Portero
- 5.º Puñal
- 6.º Ajiaco
- 7.º Escogido
- 8.º Entrador
- 9.º Concejo
- 10.º Lolero

### Yeguas
- 1.º Ocurrencia
- 2.º Rotita
- 3.º Josefina
- 4.º Ligosa
- 5.º Carioca
- 6.º Estribera
- 7.º Costina
- 8.º Estampilla
- 9.º Costurera
- 10.º Guaraca

### Potros
- 1.º Reservado
- 2.º Corsario
- 3.º Fichero
- 4.º Esparramo
- 5.º El Taita
- 6.º Esquinazo
- 7.º Estribillo II
- 8.º Lamentado
- 9.º Trago Largo
- 10.º Yelcho II